# Escaldabec fràgil
L'escaldabec fràgil (Russula fragilis, del llatí russula, 'vermellós' i fragilis, 'fràgil') és una espècie de fong de l'ordre dels russulals (Russulales). És una cualbra del grup dels escaldabecs. No és comestible pel seu gust molt picant.

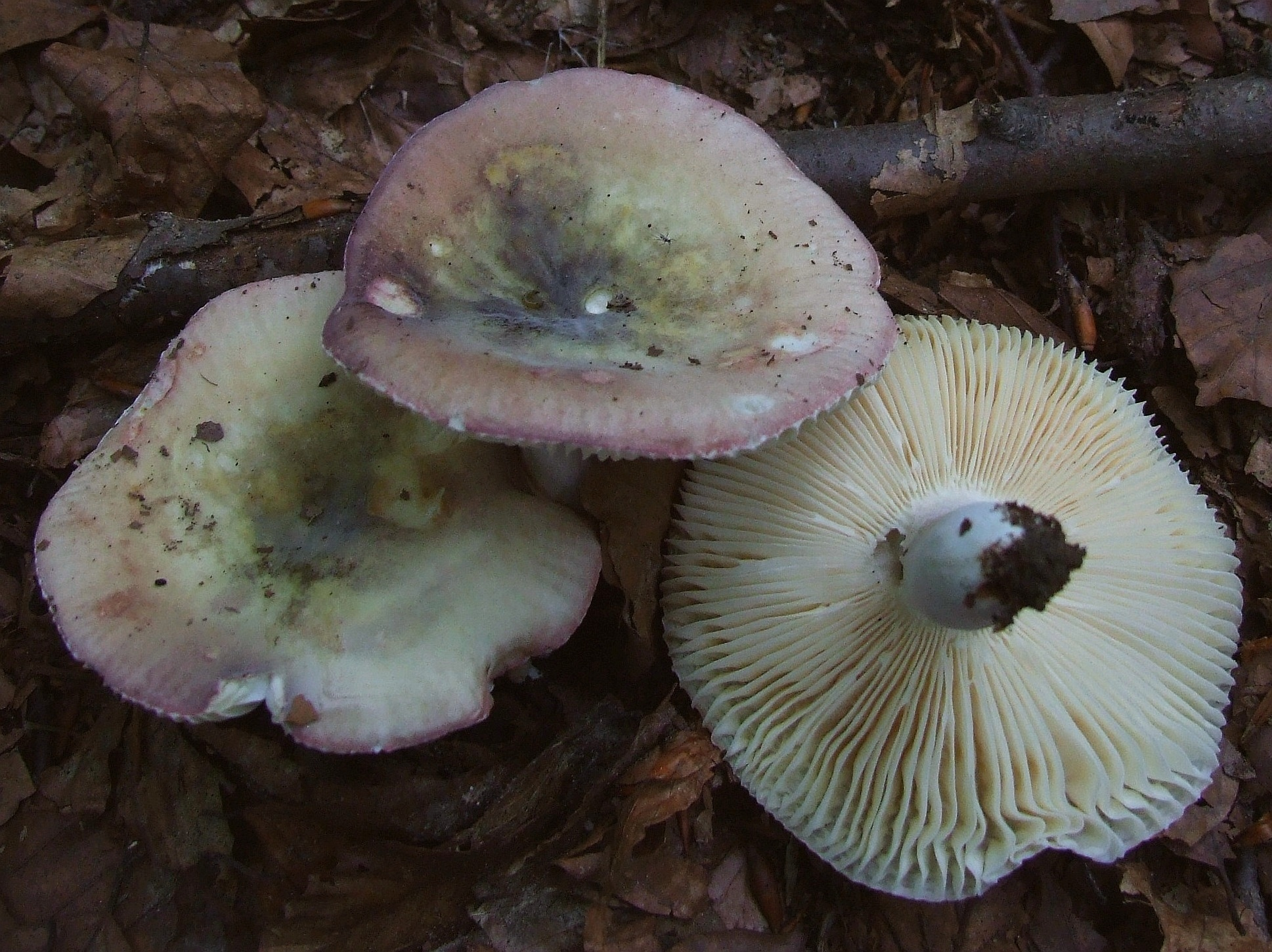
Escaldabec fràgil (Russula fragilis)

## Morfologia
L'escaldabec presenta un peu cilíndric, fràgil, blanc i llarg, si el comparem amb la mida del barret.
El barret, de 2 a 6 cm de diàmetre, pot presentar una coloració força variable,
des de rosa clar a morat i lila, i fins i tot, pot presentar tonalitats ocres i verdoses.
Quan és jove, el seu barret presenta una forma convexa, tot i que amb el pas del temps perd la forma inicial per acabar presentant una depressió al mig del barret.
Les làmines i les espores són de color blanc. La seva carn és blanca, fràgil i desprèn olor de fruita.

## Hàbitat
És comú a les comarques litorals i a l'estatge montà en tota mena de boscos. Es tracta d'un bolet amb una àmplia distribució geogràfica, és molt abundant als boscos temperats del nord d'Europa, Àsia i Amèrica del nord. Apareix a finals d'estiu i perdura fins a finals de tardor.

## Gastronomia
L'escaldabec no és un bolet comestible, ja que té un gust molt picant. Tot i que no es tracta d'un bolet mortal, tal com passa amb la major part d'exemplars del gènere de les russulàcies, el seu consum pot ocasionar diarrees i vòmits.

## Perill de confusió
Es pot confondre amb Russula emetica, tot i que aquesta últim presenta un barret més gran i un color més vermellós.